# Grote Moskee van Mopti
De Grote Moskee van Mopti, ook wel bekend als de Komoguel-moskee, is een moskee in de stad Mopti in het zuiden van Mali.

## Architectuur

### Inleiding
De term "Soedanees" ontstond in het begin van de 20e eeuw na de Franse verovering van West-Soedan en verwees naar West-Afrikaanse regio's waaronder Mauritanië, Mali, Burkina Faso, het noorden van Ivoorkust en Ghana, gepopulariseerd door Franse media en koloniale tentoonstellingen. Deze moskeeën, die in voornoemde landen te vinden zijn, zijn verbonden met de trans-Sahara handel en hebben meestal een lemen bakstenen constructie met decoratieve elementen zoals torons, steunberen en pinakels. Deze bouwwerken, die bekend staan als "moskeeën van de Niger-valleien", laten verschillende bouwstijlen zien die beïnvloed zijn door de geschiedenis van Sub-Sahara, politieke expansies en de verspreiding van de Islam via commerciële netwerken.
In tegenstelling tot Oost-Afrikaanse moskeeën zijn de bouwtechnieken van West-Afrikaanse moskeeën goed gedocumenteerd omdat ze tijdens de koloniale periode gebruikt bleven worden. Specialisten of collectieve dorpsinspanningen, vaak geleid door ervaren metselaars, waren betrokken bij de bouw, met inclusieve participatie die de traditionele genderrollen weerspiegelt. Deze moskeeën, die voornamelijk in de Niger-valleien te vinden zijn, hebben een aarden constructie met houten verstevigingen en liggen meestal centraal in steden of dorpen.

### De moskee
Mopti, gelegen aan de samenvloeiing van de rivieren Niger en Bani, was oorspronkelijk een kleine Bozo nederzetting tot het einde van de negentiende eeuw. In 1905 kwam het onder Frans koloniaal bestuur en sindsdien is het veranderd in een bruisend commercieel centrum dat verbonden is met Bamako.
De vrijdagmoskee in de wijk Komoguel dateert uit 1933-35 en werd in 1980 gerestaureerd. Bij de restauratie werden gebakken bakstenen toegevoegd aan de punten en hoekpilaren van de torens en werd cement aangebracht op het bovenste kwart van de gevels. De moskee beslaat 530 m² en bereikt een hoogte van 17 m voor de mihrab-toren en 13,5 m voor de zijtorens. In plaats van een binnenplaats is de moskee volledig omsloten, met een ruim gebied voor de oostelijke gevel, tegenover de mihrab-toren.
De symmetrische gevels hebben hoekpilaren en steunberen met langwerpige punten, terwijl de noord- en zuidingangen Djenniaanse portalen hebben. De gebedsruimte bestaat uit vier traveeën parallel aan de qibla, elk gevormd door rijen van zeven pilaren van 1 m aan elke kant. De vierkante mihrab meet 2 m aan elke kant en contrasteert met de smalle 70 cm brede minbar. Decoratieve elementen sieren de mihrab-toren, waaronder negen rijen torons, vierkante blinde nissen en hoekversieringen. Ook de hoektorens hebben vijf rijen torons.
De westelijke muur van de moskee weerspiegelt de driedeling van de oostelijke gevel, gekenmerkt door een centrale massieve toren geflankeerd door kleinere hoektorens. Dit symmetrische ontwerp, dat wordt toegeschreven aan de Franse koloniale invloed, wijkt af van de inheemse stijl van de Niger-valleien. De torens worden bekroond door trapeziumvormige spitsen die taps toelopen naar de top, en worden afgetopt door keramische kappen versierd met twee struisvogeleieren.

## Werelderfgoedstatus
Deze site is op 19 maart 2009 toegevoegd aan de voorlopige lijst van UNESCO-werelderfgoed in de categorie Cultuur.